# Чжэньхай
Чжэньха́й (кит. упр. 镇海, пиньинь Zhènhǎi) — район города субпровинциального значения Нинбо провинции Чжэцзян.

## География
Чжэньхай расположен между городским уездом Цыси на севере, районами Иньчжоу на юге, районом Цзянбэй на западе и районом Бэйлунь на востоке. На юге протекает река Юнцзян, на севере район омывается заливом Ханчжоувань Восточно-Китайского моря.

## История
Во времена империи Тан в 809 году здесь был основан посёлок Ванхай (望海镇). Во времена Поздней Лян в 909 году был создан уезд Ванхай (望海县). Некоторое время спустя уезд был переименован в Динхай (定海县).
Во времена империи Цин уезд Динхай был в 1687 году переименован в Чжэньхай (镇海县). Во время Первой опиумной войны англичане захватили Чжэньхай 10 октября 1841 года. Во время Франко-китайской войны в районе Чжэньхая 1 марта 1885 года состоялось боестолкновение, которое во французских источниках считается незначительной стычкой, а в китайских — крупной победой.
После образования КНР был создан Специальный район Нинбо (宁波专区), и уезд вошёл в его состав. В 1958 году уезд был расформирован, а его территория вошла в состав города Нинбо, но в 1960 году уезд Чжэньхай был создан вновь. В 1970 году Специальный район Нинбо был переименован в Округ Нинбо (宁波地区).
В 1982 году уезд Чжэньхай был передан под юрисдикцию Нинбо. 1 июля 1985 года уезд Чжэньхай был расформирован: территория к северу от реки Юнцзян стала районом Чжэньхай, территория к югу от реки Юнцзян — районом Биньхай.
В сентябре 2007 года из-за утечки 400 тонн акрилонитрила на заводе LG-Yongxing были загрязнены значительные площади земель, воздуха и грунтовых вод. Из-за негативной экологической ситуации, связанной с деятельностью предприятий промзоны, местные жители неоднократно проводили протесты и митинги.

## Экономика
В Чжэньхае у побережья расположена крупная промышленная зона (Ningbo Petro-Chemical Economic and Technical Development Zone), где базируются предприятия химической, нефтехимической и нефтеперерабатывающей промышленностей. Здесь расположены Чжэньхай нефтяная и химическая корпорация (Zhenhai Refining and Chemical Corporation, отделение Sinopec), крупнейший нефтеперерабатывающий завод в Китае, крупнейший завод по производству АБС-пластика в Китае, крупнейший портовый док (для нужд химической промышленности, Zhenhai Port Liquid Chemical Dock) в Китае. Речной порт Чжэньхай является одним из пяти структурных подразделений одного из крупнейших портов Китая Нинбо—Чжоушань.

## Транспорт
Район Чжэньхай и остров Цзиньтан в заливе Ханчжоувань соединяет вантовый мост Цзиньтан (длина 26 км), открытый 25 декабря 2009 года, в составе скоростного шоссе G9211 (Yongzhou Expressway).

В районе Чжэньхай расположена только одна станция метро — Циншуйпу — эстакадная на Второй линии, открытая 26 сентября 2015 года.

## Административное деление
Район делится на 5 уличных комитетов и 2 посёлка.